# Estudio Op. 10, n.º 1 (Chopin)

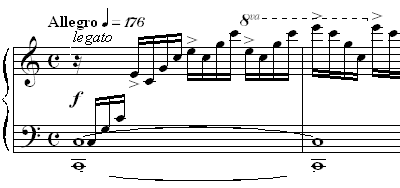
Comienzo del estudio.

El Estudio Op. 10, n.º 1 en Do mayor es un estudio para piano que fue compuesto por Frédéric Chopin en el año 1829. Se publicó por primera vez junto con el resto de estudios del Opus 10, en 1833 y simultáneamente en Francia, Inglaterra y Alemania. También es conocido con el nombre de "La cascade" (francés: "la cascada") o el de "Les escaliers" (francés: "las escaleras"). 
Se trata de un estudio creado para practicar arpegios y la apertura de la mano derecha, que cambia de estar haciendo intervalos muy amplios con la mano muy abierta a intervalos pequeños con la mano más bien cerrada. Su escritura es bastante simple pero técnicamente es de gran virtuosismo. 
En una nota preliminar a la edición de 1916 de Schirmer, el crítico estadounidense de música James Huneker (1860-1921) comparó el "hechizo hipnótico" que sus "vertiginosos ascensos y descensos provocan en la vista así como en el oído" con las aterradoras escaleras de los cuadros de la Carceri d'invenzione del pintor Giovanni Battista Piranesi.

## Estructura

Símbolo que indica tiempo de 2/2, también llamado alla breve.

Este estudio se ejecuta con un tempo Allegro. Las primeras ediciones de Inglaterra, Francia y Alemania indican un tiempo de compás de cuatro por cuatro (4/4), pero en realidad en los manuscritos de Chopin se puede ver que el tiempo marcado es de dos por dos (2/2).
La mano derecha debe hacer frente durante toda la pieza a extensos arpeggios de semicorchea en escalas que van modulando. La mano izquierda, por su parte, toca la grave melodía en lentas y monótonas octavas. 
Se requiere un muy buen nivel de habilidad al piano para poder tocar la pieza acertadamente.

## Variaciones
Leopold Godowsky transcribió una versión diatónica y para una sola mano de este Estudio Op. 10 n.º 1 en sus Cincuenta y tres estudios sobre los estudios de Chopin. la segunda versión, que está escrita en Re bemol mayor, se toca sólo con la mano izquierda.